# Fritz Walter
Fritz Walter, właśc. Friedrich Walter (ur. 31 października 1920 w Kaiserslautern, zm. 17 czerwca 2002 w Enkenbach-Alsenborn) – niemiecki piłkarz, napastnik. Kapitan zespołu mistrzów świata w 1954.

## Zarys kariery sportowej
Przez całą karierę związany z 1. FC Kaiserslautern, treningi w tym klubie rozpoczął w wieku 8 lat, jako siedemnastolatek debiutował w pierwszej drużynie.
W reprezentacji Niemiec pierwszy raz zagrał 14 lipca 1940 w meczu z Rumunią i strzelił 3 bramki. W 1942 został powołany do Wehrmachtu, do kraju i drużyny Kaiserslautern wrócił w 1945. W 1951 i 1953 zdobywał z tym klubem mistrzostwo Niemiec.
Do kadry wrócił w 1951 i był kluczowym zawodnikiem sensacyjnych mistrzów świata z 1954. Pozostawał niekwestionowanym przywódcą zespołu na boisku i poza nim. Po zwycięstwie z Węgrami w finale niemieccy piłkarze zostali bohaterami narodowymi, a szczególne laury przypadły właśnie Walterowi. O jego pozycji w niemieckiej piłce może świadczyć fakt nadania stadionowi w Kaiserslautern w 1985 jego imienia (Fritz Walter Stadion).
Z reprezentacją żegnał się 24 czerwca 1958 podczas szwajcarskich finałów MŚ w półfinałowym meczu z gospodarzami – Niemcy zajęli na tym turnieju 4. miejsce. Łącznie w reprezentacji rozegrał 61 spotkań i strzelił 33 bramki.
Jego młodszy brat Ottmar wspólnie z nim występował w Kaiserslautern oraz reprezentacji i znajdował się w składzie drużyny z 1954.

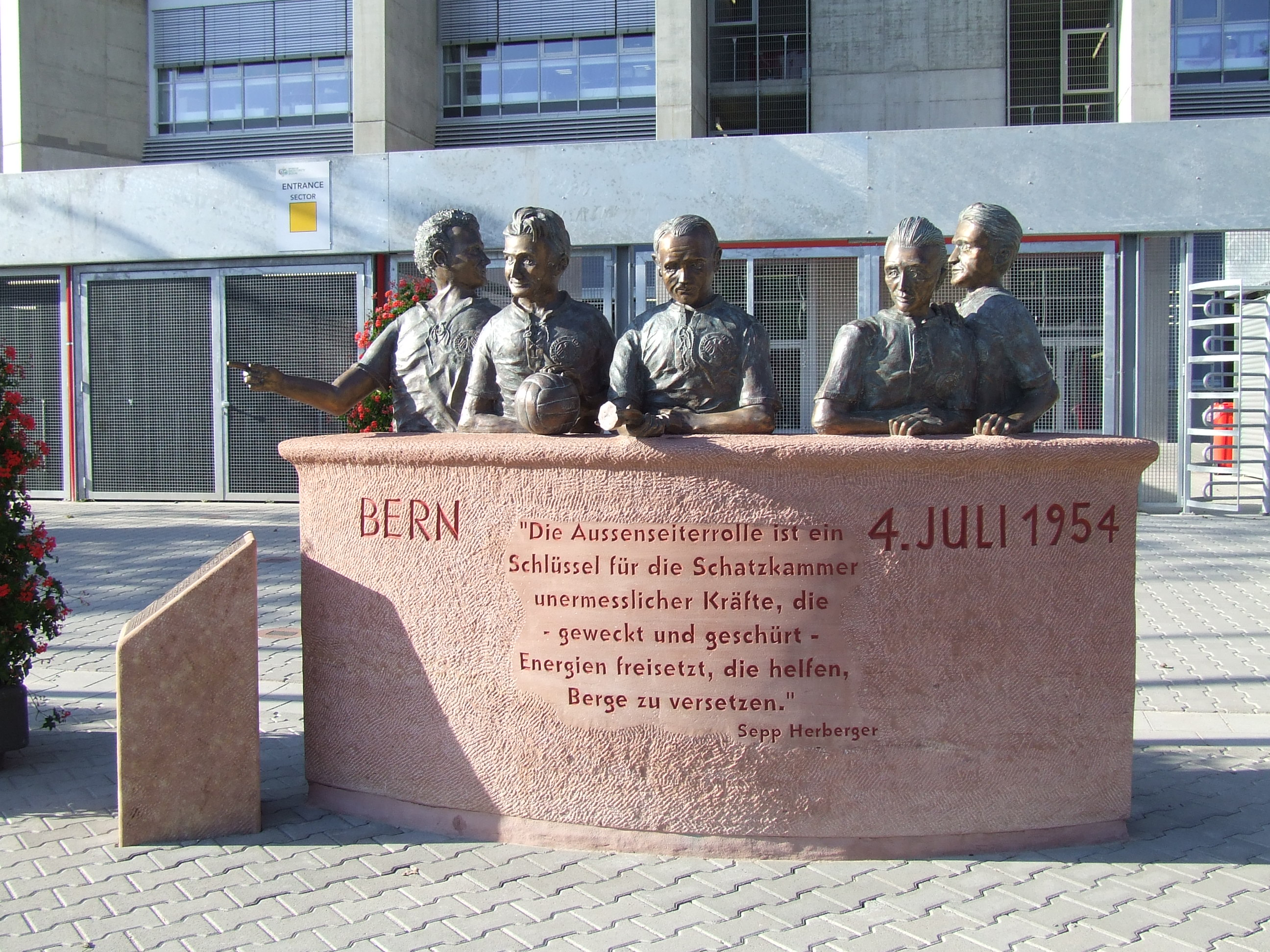
Pomnik pięciu piłkarzy 1. FC Kaiseslautern, mistrzów świata z 1954. Od lewej: Werner Liebrich, Fritz Walter, Werner Kohlmeyer, Horst Eckel, Ottmar Walter

## Odznaczenia i wyróżnienia
- Wielki Krzyż Zasługi z Gwiazdą Orderu Zasługi Republiki Federalnej Niemiec (1975)[1]
- Wielki Krzyż Zasługi Orderu Zasługi Republiki Federalnej Niemiec (1970)[1]
- Srebrny Liść Laurowy (pierwszy piłkarz w historii uhonorowany tym odznaczeniem, 1953)[1]
- Złota Odznaka Honorowa Deutscher Fußball-Bund (1955)[1]
- Złoty Medal Zasługi FIFA (1995)[1]